# Арно фон Ленскі
Арно Ернст Макс фон Ленскі (нім. Arno Ernst Max von Lenski; 20 липня 1893 — 4 жовтня 1986) — німецький воєначальник і політик, генерал-лейтенант вермахту, генерал-майор ННА.

## Біографія

### Молоді роки і Перша світова війна
Виходець із старовинного дворянського роду. Батько — великий землевласник, який мав дворянський маєток в 650 гектарів землі. Мати — вчителька з селянської сім'ї. Сім'я Ленскі належала до великого роду, який вів свою історію з XVI століття. В кінці XVII століття вона розділилася на дві лінії — військову, представники якої служили в прусської армії, і громадянську, яка давала державі в основному шкільних директорів, ландратів, юристів або просто звичайних поміщиків. Сім'я Арно фон Ленскі належала до громадянської лінії. Однак всупереч цьому правилу юний Арно з дитинства хотів стати офіцером. У батьківському домі він вбирав вірність кайзеру і батьківщині. Любов до коней, яку він проніс через все своє життя, теж бере початок у дитячі роки. Незадовго до свого десятиліття, на Паску 1903 року, виповнилося його бажання: він був зарахований в кадетський корпус в Кесліні (Померанія). Звідси він в 1908 році був переведений на навчання в Головний Кадетський Корпус в Гросс-Ліхтерфельді під Берліном.
Будучи кадетом, він не раз притягувався для несення Пажеської служби при імператорському дворі. У березні 1912 року закінчив кадетський корпус і був зарахований в 3-й кінно-гренадерський полк в Бромбергу. У червні 1913 року, після проходження курсів військового училища в Герсфельді (Гессен), йому було присвоєно звання лейтенанта. У цьому званні він зустрів Першу світову війну.
До 1915 року він служив командиром взводу, з 1915 року — офіцер для доручень в штабі корпусу особливого призначення № 55.
Після завершення війни і утворення Веймарської республіки Ленскі, незважаючи на істотне зменшення армії, залишився служити в рейхсвері. Спочатку він служив в 6-му кавалерійському полку. У 1921/25 роках фон Ленскі проходив навчання в кавалерійській школі в Ганновері, а в 1925/29 роках сам працював в ній викладачем. У 1929 році дістав посаду командира 5-го ескадрону 14-го кавалерійського полку в Людвігслусті. У 1930 році фон Ленскі одружився з дочкою банківського службовця з Гамбурга, яка померла через два роки, в 1932 році, від лейкемії. Влітку 1933 року був призначений командиром унтер-офіцерської школи верхової їзди і ад'ютантом командира кавалерійської школи в Ганновері. У 1935 році він одружився вдруге з уродженкою міста Вербціг Еріці Нетте, дочкою великого землевласника, яка народила двох синів і дочку. У тому ж році фон Ленскі став командиром 6-го кавалерійського полку, розквартированого в Шведті. У 1937 році полк був переведений в Дармштадт.

### Друга світова війна і полон
З початком війни отримав під своє командування розвідувальний загін на Західному фронті. 1 грудня 1939 року фон Ленскі був призначений командиром кавалерійської школи в Ганновері. На цій посаді він перебував до травня 1941 року. 29 серпня 1940 Адольф Гітлер призначив його почесним членом Народної судової палати. У 1940—1942 роках він брав участь у винесенні восьми вироків, з яких один — смертний.
Недовгий час (з 1 по 30 червня 1941 року) він командував 2-ю танковою дивізією, яка в цей час дислокувалася в Італії після боїв на Балканах.
З грудня 1941 року по червень 1942 року фон Ленскі був начальником мотопіхотної школи в Крампніці.
12 вересня 1942 року Арно фон Ленскі знову опинився на фронті, отримавши під своє командування 24-ту танкову дивізію, сформовану в листопаді 1941 року на базі 1-ї кавалерійської дивізії. На чолі цієї дивізії, яка входила в 4-ту танкову армію, він брав участь у Сталінградській битві. У листопаді разом з 6-ю армією дивізія потрапила в оточення. 2 лютого 1943 він в числі інших генералів потрапив у радянський полон.
Спочатку фон Ленскі разом з іншими генералами 6-ї армії перебував у таборі для військовополонених в Красногорську. У квітні 1943 року був переведений в Суздаль. З липня 1943 року перебував у таборі для військовополонених у Войкове. Після довгих вагань 7 травня 1944 року вступив у Національний комітет «Вільна Німеччина» і Союз німецьких офіцерів. В наступний час він активно займався антинацистською діяльністю: виступав по радіо, підписував листівки, писав статті в газетах, в яких відкрито виступав проти Гітлера і за нову демократичну Німеччину. З грудня 1944 року по травень 1945 року він відвідував Центральну Антифашистську школу в Красногорську.

### На службі НДР
17 серпня 1949 року фон Ленскі повернувся до Німеччини, на територію радянської окупаційної зони. Того ж року він став членом НДПН — партії, в яку входили багато колишніх офіцерів вермахту і членів НСДАП. Практично відразу ж після повернення він отримав посаду заступника керівника земельного комітету НДПН Великого Берліна. Після утворення НДР в жовтні 1949 він офіційно був визнаний жертвою фашизму, а в травні 1950 року стало членом президії Національно-Демократичної Партії Німеччини. Фон Ленскі відчував матеріальну потребу досить гостро: він повинен був утримувати сім'ю з семи осіб (включаючи тещу і виховательку). Партійна ж робота не приносила великого заробітку. Віце-голова НДПН Вінценц Мюллер запропонував йому посаду начальника відділу конярства в Міністерстві Сільського Господарства, однак цей пост виявився зайнятим. Минуло ще багато місяців, перш ніж в березні 1951 року зайняв посаду директора берлінської міської контори (банку Великого Берліна) з досить високим грошовим утриманням.
У червні 1952 року Арно фон Ленскі (що стало для нього несподіванкою) був викликаний до головнокомандувача радянськими окупаційними військами генерала армії Чуйкова. Чуйков запропонував йому продовжити свою військову кар'єру на службі НДР. Після деяких коливань фон Ленскі дав свою згоду. Наказом міністра внутрішніх справ Віллі Штофа від 20 липня 1952 року фон Ленскі був зарахований до складу казарменій Народної поліції НДР. Колишній командир танкової дивізії отримав пост начальника відділу моторизації КНП. Фактично він керував формуванням і розвитком танкових військ східнонімецької держави. Він займався практично всім, пов'язаним з розвитком танкових військ, починаючи з ремонтних майстерень і закінчуючи військовою дисципліною і підготовкою танкістів.
26 жовтня 1953 року колишній командувач 6-ю армією генерал-фельдмаршал Фрідріх Паулюс після десятирічного перебування в полоні опинився на німецькій землі. Арно фон Ленскі зустрічав його на вокзалі Франкфурта-на-Одері і далі супроводжував до Східного Берліна, де Паулюс зустрівся з Віллі Штофом, Гайнцем Гофманом, Германом Матерном та іншими вищими партійними і військовими функціонерами НДР. До самої смерті колишнього фельдмаршала в 1957 році фон Ленскі підтримував з ним дружні стосунки. У ФРН дуже багато колишніх офіцерів вермахту вважали його зрадником і слугою комуністів. Втім, він і сам не був схильний до контактів з західнонімецькими колегами. 1 березня 1956 року офіційно було оголошено про створення Національної народної армії НДР. Фон Ленскі 28 квітня став командувачем танковими військами ННА в Міністерстві Національної Оборони НДР.
З середини 1956 року зростає критика службової діяльності фон Ленскі з боку МНО НДР. Повідомляють про його неблагонадійність, про те, що він часто хворіє. З'являються критичні відгуки про його службову діяльність. Повідомляється про недостатню підготовку танкових частин з вини фон Ленскі. Починаючи з 1954 року фон Ленскі став об'єктом пильного спостереження східнонімецького МДБ (Штазі). З 1956 року розпочинається кампанія проти колишніх офіцерів вермахту, які ділом довели свою відданість Східній Німеччини. У лютому 1957 року політбюро ЦК СЄПН ухвалило рішення про поступове звільнення зі служби колишніх офіцерів вермахту. У грудні 1957 року комісія з безпеки СЄПН ухвалила рішення звільнити зі служби генерал-майора фон Ленскі. Відповідно до цього рішення 31 липня 1958 року в віці 65 років він був звільнений у відставку, при цьому роки служби у вермахті були зараховані йому при нарахування пенсії.
Перебуваючи на пенсії, він основну частину свого часу присвячував улюбленому заняттю — кінному спорту. У 1958/62 роках фон Ленскі був консультантом східнонімецької збірної з кінного спорту. З 1959 року керував секцією кінного спорту в Товаристві спорту і техніки. З 1970 року фон Ленскі — голова німецького кінно-спортивного союзу НДР. Як член НДПН, у 1958/67 роках був депутатом Народної палати НДР від цієї партії. Одночасно фон Ленскі був членом президій і рад різних громадських організацій: Німецького спортивно-гімнастичного союзу, Товариства німецько-радянської дружби, Національного олімпійського комітету НДР. 13 листопада 1964 року фон Ленскі очолив Товариство колишніх офіцерів, змінивши на цій посаді свого друга Отто Корфеса, який очолював цю організацію з моменту її заснування в 1958 році і помер у серпні 1964 року. У 1972 році під тиском керівництва НДР і СЄПН ця організація оголосила про саморозпуск. У 1979 році в світ вийшла біографічна книга про генерала фон Ленскі «В останній час». Її автором був Гельмут Вельц, сам колишній офіцер вермахту, що потрапив у полон у Сталінграді, член НКСГ і СБО. Помер Арно фон Ленскі 4 жовтня 1986 року в віці 93 років. Похований на Штраусберзькому лісовому цвинтарі.

## Звання
- Фенріх (23 березень 1912)
- Лейтенант (16 червня 1913)
- Оберлейтенант (19 серпня 1916)
- Ротмістр (1 травня 1923)
- Оберстлейтенант (1 березня 1936)
- Оберст (1 серпня 1938)
- Генерал-майор (1 червня 1942)
- Генерал-лейтенант вермахту (1 січня 1943)
- Генерал-майор ННА (1 жовтня 1952)

## Нагороди
- Залізний хрест 2-го і 1-го класу
- Орден «За військові заслуги» (Баварія) 4-го класу з мечами
- Орден Альберта (Саксонія), лицарський хрест 2-го класу з мечами
- Хрест «За військові заслуги» (Австро-Угорщина) 3-го класу з військовою відзнакою
- Почесний хрест ветерана війни з мечами
- Медаль «За вислугу років у Вермахті» 4-го, 3-го, 2-го і 1-го класу (25 років)
- Медаль «За Атлантичний вал»
- Застібка до Залізного хреста 2-го і 1-го класу
- Нагрудний знак «За поранення» в чорному
- Німецький хрест в золоті (21 січня 1943)
- Почесний кинджал міністерства оборони НДР
- Орден «За заслуги перед Вітчизною» (НДР)
  - в бронзі (1954)
  - в сріблі (1965)
  - в золоті (1973 і 1983)
  - почесна застібка (1978)
- Медаль для борців з фашизмом (1958)
- Медаль Заслуг (НДР) (1963)
- Бойовий орден «За заслуги перед народом і Вітчизною» в золоті (1968)